# Self Destruct Tour
«Self Destruct Tour» — концертный тур американской индастриал-рок-группы Nine Inch Nails, который был организован в поддержку их второго студийного альбома The Downward Spiral 1994 года. Гастроли длились два с половиной года: с начала 1994-го по середину 1996-го и были разделены на восемь частей.

## О турне
Self Destruct Tour — первый тур Nine Inch Nails с начала 90-х, периода синти-попового Pretty Hate Machine. С тех пор творчество группы эволюционировало: музыка Резнора стала «злее и агрессивнее», чему поспособствовали диски Broken и The Downward Spiral. На концертах музыканты стали вести себя подобающе — вызывающе и непредсказуемо: музыканты часто увечили себя, нападали друг на друга, прыгали в толпу и разбивали инструменты в конце выступления. Во время шоу на сцену спускали занавески, на которых транслировались «визуальные эффекты» во время исполнения некоторых песен, например — «Hurt». Задняя часть сцены была усеяна тусклыми прожекторами наряду с немногочисленным основным освещением.
Трент Резнор слегка изменил состав своей концертной группы: на место гитариста был приглашён Робин Финк, а на бас-гитаре теперь играл Дэнни Лонер. Тем не менее Крис Вренна и Джеймс Вулли остались на местах ударника и клавишника соответственно. Во время турне музыканты представили публике свой новый имидж — мрачный и неряшливый, они выходили на сцену в чёрной кожаной одежде и измазанные в кукурузном крахмале. Участники NIN радикально меняли свои причёски от концерта к концерту. Робин Финк использовал косметику, чтобы скрыть свои брови, а Резнор часто надевал свои «перчатки из рыболовной сети» (поскольку это нравилось фанатам). Визуальную составляющую и экстравагантный стиль музыкантов NIN начали сравнивать с сценическими постановками Дэвида Боуи, чьим большим поклонником являлся Резнор.
В ходе турне группа выступила на фестивале Вудсток '94, который транслировался на всю Америку. Музыканты вышли на сцену измазанные грязью, что являлось последствием закулисного саундчека, вопреки расхожему мнению, что это была уловка Резнора, дабы привлечь побольше внимания. Тренту было очень трудно ориентироваться на сцене: в самом начале шоу он толкнул Лонера в лужу с грязью и она попала ему в глаза (он почти ничего не видел). После окончания фестиваля большинство критиков сошлось во мнении, что Nine Inch Nails «уделали» своих более популярных «коллег по цеху», в основном классических рок-групп, и их «армия» фанатов значительно возросла. После этого шоу, группа ещё больше развила свой мейнстримовый успех, увеличив масштабность концертных постановок: были добавлены различные театральные и визуальные элементы. Композиция «Happiness in Slavery», исполненная на Вудстоке, была отмечена статуэткой «Грэмми» в категории «Лучшее метал-исполнение». Газета Entertainment Weekly прокомментировала выступление группы на Вудсток '94: «Резнор „обнажил“ рок, до его ужасающего, мелодраматического ядра… это было очень волнующе». Несмотря на такие отзывы, Резнор был недоволен концертом, из-за его технических «накладок».
Во время основной части турне на разогреве у Резнора выступал Мэрилин Мэнсон (его протеже), в группе которого играл Джорди Уайт (затем взял псевдоним «Твигги Рамирес»); впоследствии Уайт был басистом в Nine Inch Nails с 2005 по 2007 годы. После очередной части гастролей был выпущен специальный альбом ремиксов Further Down the Spiral, созданный по-мотивам «основной» записи. Nine Inch Nails приняли участие в австралийском Alternative Nation festival, а затем стартовал их следующий проект — Dissonance Tour, который включал 26 выступлений Дэвидом Боуи в качестве хедлайнера. В ходе шоу Резнор и Боуи исполняли совместные номера — среди них был материал обоих музыкантов. Однако не все зрители были обрадованы таким «музыкальным скрещиванием песен» из-за явного жанрового диссонанса в творчестве этих артистов.
Тур завершился мини-фестивалем «Nights of Nothing» — три вечера подряд на сцене играли музыканты из Nothing Records: Мэрилин Мэнсон, Prick, Meat Beat Manifesto и Pop Will Eat Itself. Всё это закончилось 80-минутным выступлением Nine Inch Nails. После этого шоу Kerrang! описал команду Резнора, как «крепкую, дерзкую и драматичную» группу, но посетовал на отсутствие нового материала в сет-листе NIN. Во время второго из этих шоу Ричард Патрик воссоединился с группой и сыграл на гитаре во время исполнения «Head Like A Hole». После турне Self Destruct Tour Крис Вренна, постоянный член концертного состава NIN с 1988 года и участник многих студийных записей коллектива, ушёл из NIN навсегда, чтобы начать карьеру на продюсерском поприще и сформировать свою собственную команду — Tweaker.
Тур был задокументирован на видео и выпущен под названием Closure на двух VHS-кассетах в конце 1997 года. В этом документальном фильме фигурируют концертные выступления группы, закулисные съемки музыкантов периода 1989—1991 годов, а также музыкальные видео снятые за это время (1989—1997). Ходили слухи, что Closure должны были переиздать в 2005 году, но по каким-то причинам лейбл Interscope Records отказался от этих планов, что привело к таинственной утечке материала формате DVD на торренты — якобы от рук самого Резнора, хотя он это отрицает.

## Концертный состав
- Трент Резнор — вокал, гитара, клавишные
- Робин Финк — гитара, клавишные, бэк-вокал
- Дэнни Лонер — бас-гитара, гитара, клавишные, бэк-вокал
- Крис Вренна — ударные
- Джеймс Вулли — клавишные, программирование, бэк-вокал (9 марта 1994 — 11 декабря 1994)
- Чарли Клоузер — клавишные, программирование, бэк-вокал (28 декабря 1994 — 8 сентября 1996)

## Список концертов
| Дата             | Город                          | Страна            | Конц. площадка             |
| ---------------- | ------------------------------ | ----------------- | -------------------------- |
| 19 апреля 1994   | Сиэтл, штат Вашингтон          | Соединённые Штаты | Moore Theater              |
| 20 апреля 1994   | Сиэтл, штат Вашингтон          | Соединённые Штаты | Moore Theater              |
| 21 апреля 1994   | Портленд, штат Орегон          | Соединённые Штаты | La Luna Club               |
| 23 апреля 1994   | Сан-Франциско, штат Калифорния | Соединённые Штаты | The Warfield               |
| 24 апреля 1994   | Сан-Франциско, штат Калифорния | Соединённые Штаты | The Warfield               |
| 26 апреля 1994   | Лос-Анджелес, штат Калифорния  | Соединённые Штаты | Hollywood Palace           |
| 27 апреля 1994   | Лос-Анджелес, штат Калифорния  | Соединённые Штаты | Hollywood Palace           |
| 30 апреля 1994   | Сан-Диего, штат Калифорния     | Соединённые Штаты | San Diego State University |
| 1 мая 1994       | Финикс, штат Аризона           | Соединённые Штаты | Mesa Centennial            |
| 3 мая 1994       | Даллас, штат Техас             | Соединённые Штаты | The Bomb Factory           |
| 4 мая 1994       | Хьюстон, штат Техас            | Соединённые Штаты | International Ballroom     |
| 5 мая 1994       | Нью-Орлеан, штат Луизиана      | Соединённые Штаты | State Palace Theatre       |
| 7 мая 1994       | Чикаго, штат Иллинойс          | Соединённые Штаты | Riviera Theatre            |
| 8 мая 1994       | Детройт, штат Мичиган          | Соединённые Штаты | State Theater              |
| 9 мая 1994       | Кливленд, штат Огайо           | Соединённые Штаты | Agora Theater              |
| 11 мая 1994      | Бостон, штат Массачусетс       | Соединённые Штаты | Cyclorama Building         |
| 13 мая 1994      | Нью-Йорк, штат Нью-Йорк        | Соединённые Штаты | Webster Hall               |
| 14 мая 1994      | Нью-Йорк, штат Нью-Йорк        | Соединённые Штаты | Roseland Ballroom          |
| 15 мая 1994      | Аппер-Дерби, штат Пенсильвания | Соединённые Штаты | Tower Theater              |
| 18 мая 1994      | Дублин                         | Ирландия          | SFX Center                 |
| 20 мая 1994      | Вулвергемптон                  | Великобритания    | Wolverhampton Civic Hall   |
| 21 мая 1994      | Глазго                         | Великобритания    | Barrowlands                |
| 22 мая 1994      | Манчестер                      | Великобритания    | Manchester Academy         |
| 24 мая 1994      | Лондон                         | Великобритания    | London Forum               |
| 28 мая 1994      | Гент                           | Бельгия           | Vooruit                    |
| 30 мая 1994      | Париж                          | Франция           | Le Bataclan                |
| 31 мая 1994      | Амстердам                      | Нидерланды        | Paradiso                   |
| 2 июня 1994      | Франкфурт                      | Германия          | Live Music Hall            |
| 3 июня 1994      | Берлин                         | Германия          | Huxley’s                   |
| 7 июня 1994      | Гамбург                        | Германия          | The Docks                  |
| 8 июня 1994      | Дюссельдорф                    | Германия          | Tor 3                      |
| 9 июня 1994      | Мюнхен                         | Германия          | Charterhalle               |
| 11 июня 1994     | Вена                           | Австрия           | Summer Arena               |
| 12 июня 1994     | Прага                          | Чехия             | Lucerna Hall               |
| 15 июня 1994     | Катовице                       | Польша            | Spodek                     |
| 16 июня 1994     | Варшава                        | Польша            | Stadion Dziesięciolecia    |
| 29 июля 1994     | Атланта, штат Джорджия         | Соединённые Штаты | Fox Theatre                |
| 30 июля 1994     | Атланта, штат Джорджия         | Соединённые Штаты | Fox Theatre                |
| 3 августа 1994   | Покипси, штат Нью-Йорк         | Соединённые Штаты | Mid-Hudson Civic Center    |
| 6 августа 1994   | Барри, провинция Онтарио       | Канада            | Molson Park                |
| 11 августа 1994  | Фэрфакс, штат Вирджиния        | Соединённые Штаты | Patriot Center             |
| 13 августа 1994  | Согертис, штат Нью-Йорк        | Соединённые Штаты | Вудсток '94                |
| 2 сентября 1994  | Кларкстон, штат Мичиган        | Соединённые Штаты | DTE Energy Music Theatre   |
| 11 сентября 1994 | Сент-Луис, штат Миссури        | Соединённые Штаты | Fox Theater                |
| 30 октября 1994  | Даллас, штат Техас             | Соединённые Штаты | Fair Park Coliseum         |
| 31 октября 1994  | Хьюстон, штат Техас            | Соединённые Штаты | The Summit                 |